# Menegazzia grandis
Menegazzia grandis är en lavart som beskrevs av P. James. Menegazzia grandis ingår i släktet Menegazzia och familjen Parmeliaceae.   Inga underarter finns listade i Catalogue of Life.